# Chatham (New Hampshire)
Chatham – miejscowość w USA, w stanie New Hampshire, w hrabstwie Carroll.